# Praing Kareha
Praing Kareha is een bestuurslaag in het regentschap Oost-Soemba van de provincie Oost-Nusa Tenggara, Indonesië. Praing Kareha telt 1208 inwoners (volkstelling 2010).